# Rameau (biologie)
Pour les articles homonymes, voir Rameau.
En taxonomie, le rameau (en latin ramus, ou en anglais branch) est un rang non obligatoire de la classification hiérarchique du vivant, immédiatement inférieur au sous-règne et immédiatement supérieur à l'infra-règne. Rarement utilisé, ce niveau a cependant été proposé pour deux taxons (Protostomia et Deuterostomia) dans la classification de Thomas Cavalier-Smith.
En phylogénie, une branche désigne une ramification d'un arbre phylogénétique.
Le code de nomenclature phylogénétique (PhyloCode) propose l'usage de la branche comme repère (par rapport à un groupe frère connu) pour définir un taxon par l'ensemble de tous les descendants d'un point donné dans l'arbre phylogénétique considéré,.

## Origine
Le terme anglais « branch » est utilisé en 1877 par Lankester pour qualifier un sous-embranchement ou une sous-classe, selon le rang requis, au sein de la classification du règne animal.

## Autres rangs taxonomiques
Les rangs taxonomiques utilisés en systématique linnéenne pour indiquer la hiérarchie entre les taxons nommés dans la classification du monde vivant sont les suivants (par ordre décroissant) :
- Super-règne, Empire, Domaine (Superregnum, Imperium, Dominium)
- Règne (Regnum)
- Sous-règne (Subregnum)
- Rameau (Ramus, « branch » en anglais)
- Infra-règne (Infraregnum)
  - Super-embranchement, Super-division (Superphylum, Superdivisio)
  - Embranchement, Division (Phylum, Divisio)[b]
  - Sous-embranchement, Sous-division (Subphylum, Subdivisio)
  - Infra-embranchement (Infraphylum)
  - Micro-embranchement (Microphylum)
    - Super-classe (Superclassis)
    - Classe (Classis)
    - Sous-classe (Subclassis)
    - Infra-classe (Infraclassis)
      - Super-ordre (Superordo)
      - Ordre (Ordo)
      - Sous-ordre (Subordo)
      - Infra-ordre (Infraordo)
      - Micro-ordre (Microordo)
        - Super-famille (Superfamilia)
        - Famille (Familia)
        - Sous-famille (Subfamilia)
        - Super-tribu (Supertribus)
        - Tribu (Tribus)
        - Sous-tribu (Subtribus)
          - Genre (Genus)
          - Sous-genre (Subgenus)
          - Section (Sectio)
          - Sous-section (Subsectio)
            - Espèce (Species)
            - Sous-espèce (subspecies) – dernier rang zoologique officiel[c]
            - Variété (varietas) – race étant un rang zoologique informel[c]
            - Sous-variété (subvarietas) – sous-race étant un rang zoologique informel[c]
            - Forme (forma) dernier rang en mycologie – forme étant un rang zoologique informel
            - Sous-forme (subforma)